# Olga Korbutová
Olga Valentinovna Korbutová (bělorusky Во́льга Валянці́наўна Корбут) (* 16. květen 1955, Grodno, Sovětský svaz) je bývalá běloruská sportovní gymnastka, která reprezentovala Sovětský svaz. Byla často přezdívána Vrabec z Minsku.
S gymnastikou začala v 8 letech a v 9 letech ji začal trénovat běloruský trenér Renald Knyš (bělorusky Рэнальд Іванавіч Кныш), který o ní sice tvrdil, že je líná a náladová, zároveň ale viděl velký potenciál v jejím talentu a nezvykle ohebné páteři. Pod jeho vedením se naučila např. velmi náročné salto nazad na kladině. Její obrovský talent se začal záhy projevovat. Dokázala zacvičit prvky, které ještě nikdo před ní. Vybojovala čtyři zlaté a dvě stříbrné medaile na olympijských hrách, v Mnichově 1972 a Montrealu 1976. Je též dvounásobnou mistryní světa, z roku 1974. Roku 1988 byla jako první gymnastka vůbec, byla uvedena do Síně slávy gymnastiky. Po skončení gymnastické kariéry vystudovala roku 1977 pedagogický institut a stala se učitelkou. Roku 1991 Bělorusko opustila a přesídlila do Spojených států amerických. Roku 2000 se stala občankou Spojených států amerických. V roce 1999 promluvila o  sexuálním napadení a znásilnění ze strany svého trenéra Renalda Knyše, který to popřel. Korbutová prohlásila: "Pravdou bylo, že mnohé gymnastky nebyly jen sportovními stroji, ale sexuálními otrokyněmi svého trenéra. Nebyly jsme jen potenciální gymnastky, ale jeho budoucí konkubíny." Později v roce 2018 Korbutová vystoupila v televizním pořadu, v němž opět promluvila o několika incidentech, při nichž ji údajně trenér sexuálně napadl. V důsledku toho, že Korbutová veřejně promluvila, několik dalších gymnastek, které také trénovaly pod Knyšovým vedením, hovořilo o podobných incidentech, jaké Korbutová tvrdila.

## Eponymní prvky

### Korbut salto
Korbutová proslula hlavně provedením tzv. korbut salta (jde o prvek prováděný na asymetrických bradlech, kdy se gymnastka postaví na vyšší žerď, provede salto vzad a znovu se chytí této žerdi) na olympiádě v Mnichově v roce 1972. Byla vůbec první gymnastkou, která tento prvek předvedla na mezinárodní soutěži. V roce 1977 sovětská gymnastka Elena Mukhina pozměnila toto salto přidáním plného obratu. V roce 1980 bylo salto dokonce provedeno na nižší žerdi. V konečném důsledku bylo později úplně zakázáno se na žerď postavit jako moc nebezpečné.

## Olympijské hry 1972
Korbutová do Mnichova nepřijela jako jedna z favoritek. ve svých 17 letech měla hlavně sbírat zkušenosti. S kolegyněmi nejprve vyhrála soutěž družstev. Potom přišel den, kdy se bojovalo o titul ve víceboji jednotlivkyň. Po dvou ze čtyř disciplín měla Olga Korbutová předvést sestavu na bradlech, což byla její parádní disciplína. Při této sestavě ale udělala několik zásadních chyb a to ji stálo titul. Další den se konala finále v jednotlivých disciplínách. Na přeskoku skončila pátá a pak přišla znovu bradla. Tentokrát skoro bezchybná. Získala známku 9,7 a stříbrnou medaili. Následně získala 9,9 na kladině a zlatou medaili. Stejnou známku získala i na prostných a to znamenalo další zlato. Olga Korbutová se tak stala hvězdou celé Olympiády.